# 遠い空で
「遠い空で」（とおいそらで）は、DEENの14thシングル。1998年2月18日発売。

## 概要
- 単独シングル3部作の完結編。本作で初めてシングル売上枚数が10万枚を下回った（オリコン調べ）。
- 遠距離恋愛をしている彼女との長距離電話をイメージした歌詞となっている。
- シングル「翼はなくても」のc/wで、小松未歩がセルフカバーしている。その際のセルフライナーノーツによると、作曲の過程は、先に吉江が作ったメロディーを、小松が膨らませて作成されたとのこと。[1]
  - 小松未歩によるセルフカバーは『DEEN The Best キセキ』の初回限定盤、『DEEN The Best FOREVER 〜Complete Singles +〜』の初回限定盤にも収録されている。

## 収録曲
1. 遠い空で
日本テレコム「スーパーLCR」CMソング
2. go with you
3. 遠い空で (ORIGINAL KARAOKE)
4. go with you (ORIGINAL KARAOKE)

## 収録アルバム
遠い空で
- 『SINGLES+1』
- 『DEEN PERFECT SINGLES +』
- 『DEENAGE MEMORY -20周年記念ベストアルバム-』
- 『DEEN The Best FOREVER 〜Complete Singles +〜』

go with you
- 『Another Side Memories〜Precious Best〜』

## 参加ミュージシャン
1. 作詞:小松未歩 作曲:吉江一男&小松未歩 編曲:池田大介
2. 作詞/作曲:池森秀一 編曲:池田大介

- 池森秀一：ヴォーカル
- 山根公路：キーボード
- 宇津本直紀：ドラム
- 田川伸治：ギター